# Delamere-bozótiantilop
A Delamere-bozótiantilop (Tragelaphus sylvaticus) az emlősök (Mammalia) osztályának párosujjú patások (Artiodactyla) rendjébe, ezen belül a tülkösszarvúak (Bovidae) családjába és a tulokformák (Bovinae) alcsaládjába tartozó faj.

## Rendszertani besorolása
Ezt az antilopot, korábban azonosnak tartották a közönséges bozótiantiloppal (Tragelaphus scriptus); mindkettőt az egykori bozóti antilop alfajainak vélték. Azonban a kutatások és a DNS-vizsgálatok bebizonyították, hogy két önálló fajról van szó, továbbá nem is közeli rokonai egymásnak, mivel a szóban forgó antilop inkább a bongóval (Tragelaphus eurycerus) és a szitutungával (Tragelaphus spekii) áll közelebbi rokonságban, míg a közönséges bozóti antilop a nyalával (Tragelaphus angasii).

## Előfordulása
A Delamere-bozótiantilop előfordulási területe Afrika déli és keleti részei. A Dél-afrikai Köztársaságtól kezdve északra Angoláig és Zambiáig, míg északkeletre Etiópiáig és Szomáliáig található meg. Ez az állat és az egykoron fajtársának vélt közönséges bozóti antilop, együtt megtalálhatók Angola északi részén, a Kongói Demokratikus Köztársaság déli részén – az Albert-tó környékén -, valamint Szudán déli részén és Etiópiában. A dél-afrikai farmerek, kik ezt az állatot beszerették volna telepíteni a földjeikre észrevették, hogy a nyalától nem lehet; a kettő ugyanazért a táplálékforrásért verseng és a nyala nagyobb; bár a mozambiki Gorongosa Nemzeti Parkban mindkét állat előfordul.

## Megjelenése
Ez az antilop nagyobb, mint a közönséges bozótiantilop. szőrzetének színe és mintázata nagyban változhat az elterjedési területtől függően. a rokonságától eltérően, nem annyira csíkozott, a csíkjai inkább foltokra darabolódnak fel. A marmagassága körülbelül 90 centiméter, a testtömege nemtől függően 45-80 kilogramm közötti. Csak a bikának van szarva, mely 10 hónapos korában kezd nőni. A szarv, mint a rokonságé, csavarodott.

## Életmódja
Sokféle élőhelyen képes megélni, az esőerdőtől a száraz évszakos erdőig, és a szavannától a dombságokig és hegyi erdőkig. Főleg bokorevő. Egész nap tevékeny lehet, azonban az ember közelében inkább csak éjszaka mozog. Általában magányosan él.

## Képek

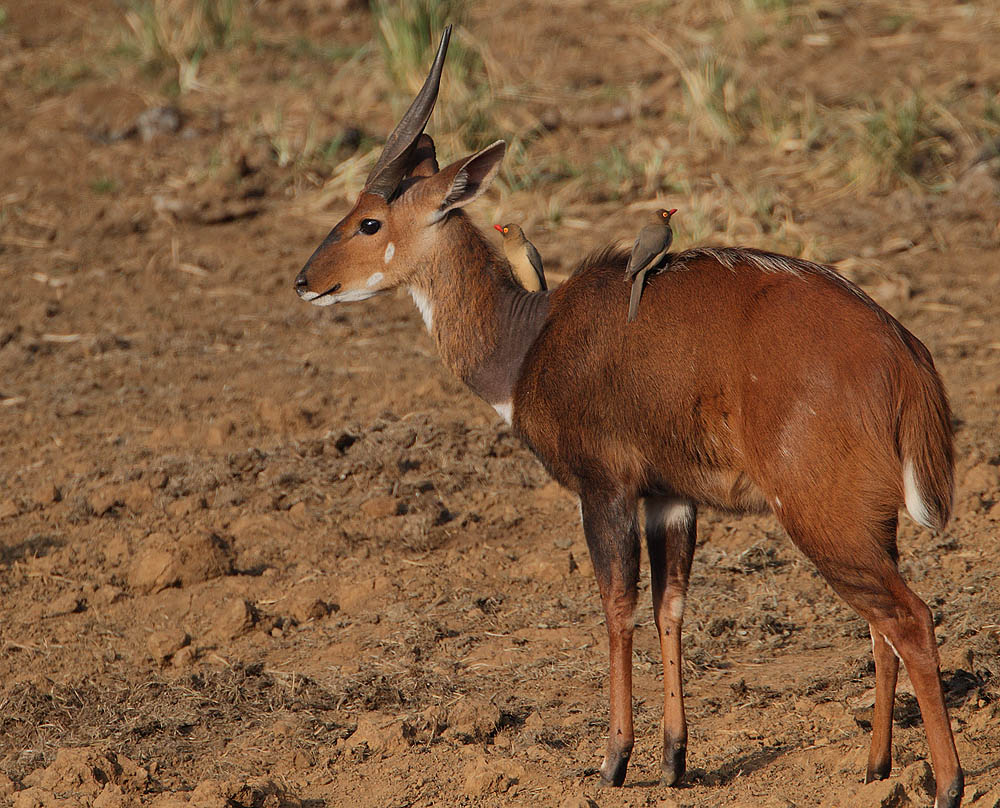
A bika
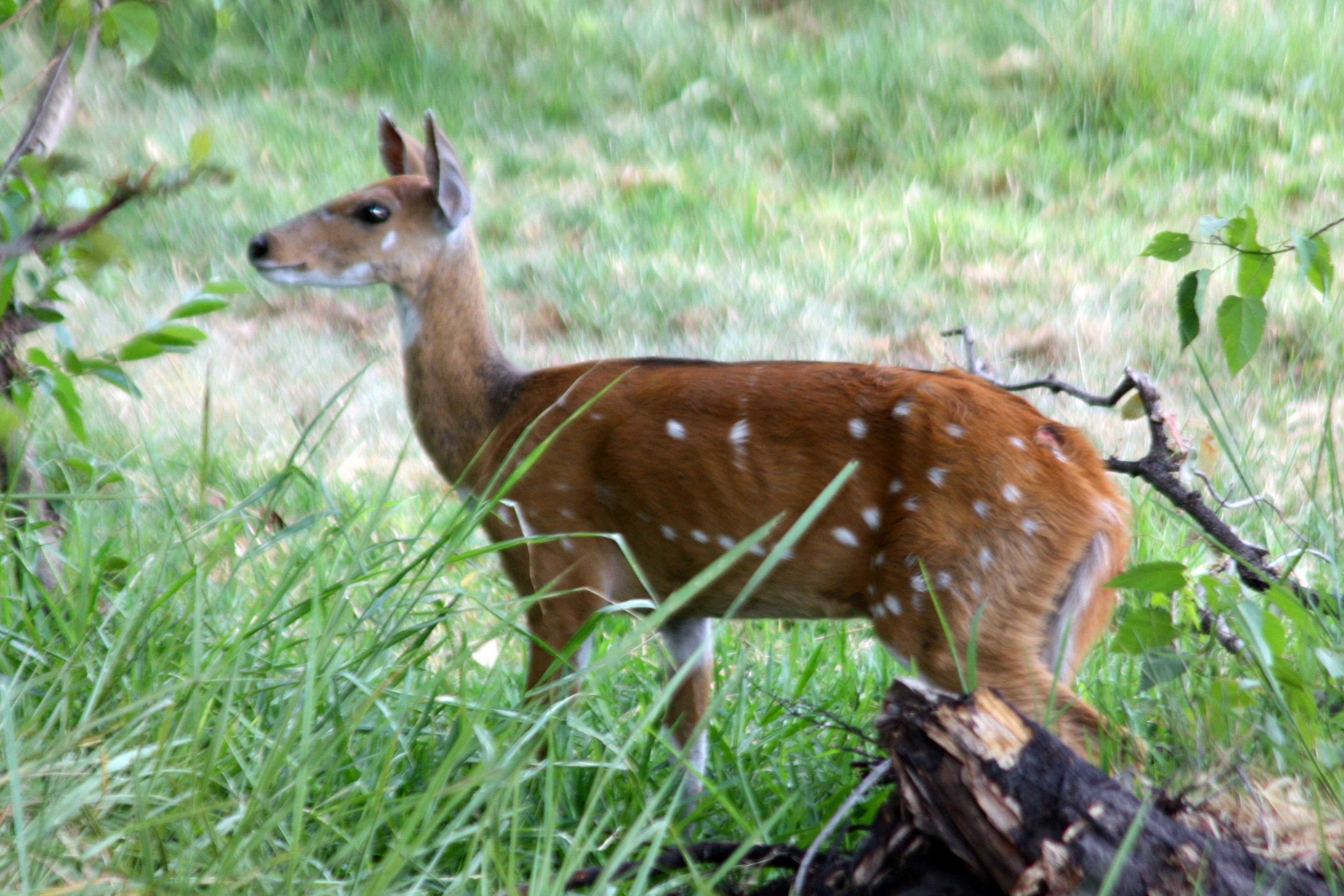
A tehén
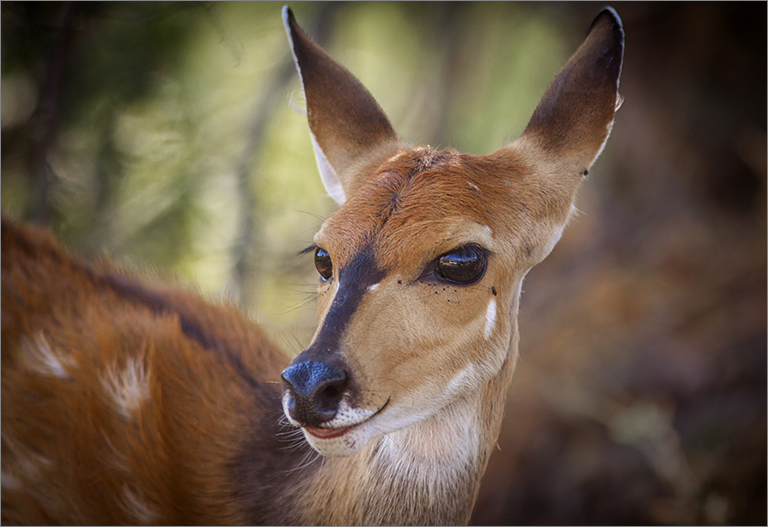
Feje

### Fordítás
- Ez a szócikk részben vagy egészben  a   Bushbuck című angol Wikipédia-szócikk ezen változatának fordításán alapul.  Az eredeti cikk szerkesztőit annak laptörténete sorolja fel. Ez a jelzés csupán a megfogalmazás eredetét és a szerzői jogokat jelzi, nem szolgál a cikkben szereplő információk forrásmegjelöléseként.